# إل جي جي2 ميني
إل جي جي2 ميني (بالإنجليزية: LG G2 Mini)‏ هو هاتف ذكي من إل جي أليكترونيكس يعمل بنظام أندرويد تم الكشف عنه في 23 فبراير 2014 في ملتقى عالم الهاتف النقال، تم طرحه في الأسواق في 29 أبريل 2014.

## الخصائص
- نظام التشغيل: أندرويد
- الكاميرا الأمامية: 1.3 ميجابكسل
- الكاميرا الخلفية: 8 ميجابكسل
- الشاشة: 960×540
- الوزن: 121 غ (4.3 أونصة)
- المعالج: 1.2 جيجا هرتز رباعي النواة
- الذاكرة: 1 جيجابايت
- التخزين: 8 جيجابايت